# Ministère de l'Urbanisme, du Logement et de l'Assainissement
Le ministère de l'Urbanisme, du Logement et de l'Assainissement du Niger est le ministère chargé de l'urbanisme, du logement et de l'assainissement publics au Niger.  

## Description

### Siège
Le ministère de l'Urbanisme, du Logement et de l'Assainissement du Niger a son siège à Niamey.

### Attributions
Ce département ministériel du gouvernement nigérien est chargé de la conception, de la mise en œuvre et du suivi de la politique de l’État en matière de logements, d'assainissement et d'urbanisation au Niger.

### Ministres
Le ministre de l'Urbanisme, du Logement et de l'Assainissement du Niger est Amadou Maizoumbou Laoual .